# John Elliotte
John Elliotte est un animateur de dessins animés et scénariste américain. Il a travaillé pour les studios Disney au début des années 1940 puis est devenu scénariste pour la télévision.

## Filmographie

### Comme animateur
- 1939 : Chasseur d'autographes
- 1940 : Pinocchio
- 1940 : Fantasia séquence La Symphonie pastorale
- 1980 : Mickey Mouse Disco

### Comme scénariste
- 1955 : The Great Gildersleeve (épisode : Gildy Goes Diving)
- 1958 - 1959 : Bat Masterson (épisodes : Brunette Bombshell - 1959 et A Noose Fits Anybody - 1958)
- 1959 : Tombstone Territory (épisode : Grave Near Tombstone)
- 1965 - 1966 : Perry Mason (épisodes : The Case of the Golfer's Gambit - 1966 et The Case of the Hasty Honeymooner - 1965)
- 1960 : National Velvet (plusieurs épisodes)
- 1960 : Mes trois fils (My Three Sons) (plusieurs épisodes)
- 1963 : Petticoat Junction (épisode : Herby Gets Drafted)
- 1967 : Please Don't Eat the Daisies (épisode : The Thing's the Play)
- 1967 : Laredo (épisode : Enemies and Brothers)